# Teresa Miszkin
Teresa Miszkin (ur. 20 października 1947 w Gdańsku, zm. 10 grudnia 2024 tamże) – polska malarka, profesor malarstwa ASP w Gdańsku.

## Życiorys
Ukończyła w 1966 roku Technikum Łączności im. Obrońców Poczty Polskiej w Gdańsku i przez rok pracowała w Centrum Techniki Okrętowej w Gdańsku. W 1968 roku rozpoczęła studia na Wydziale Sztuk Pięknych Uniwersytetu Mikołaja Kopernika w Toruniu, które od 1969 roku kontynuowała na Wydziale Malarstwa i Rzeźby Państwowej Wyższej Szkoły Sztuk Plastycznych w Gdańsku (obecnie ASP). W 1973 roku uzyskała dyplom w Pracowni Malarstwa prof. Władysława Jackiewicza i specjalizację – malarstwo ścienne u prof. Kazimierza Ostrowskiego.
W latach 1973–2018 była związana z macierzystą uczelnią, początkowo pracowała na stanowisku asystenta w Katedrze Kształcenia Podstawowego, od 1976 roku jako starszy asystent w Katedrze Malarstwa, w 1979 roku została adiunktem. Od 1982 roku prowadziła Pracownię Rysunku i Malarstwa, w 1989 roku została docentem. Tytuł profesora uzyskała w 1993 roku, zaś od 2003 była zatrudniona na stanowisku profesora zwyczajnego. Była też Kierownikiem Katedry Kształcenia Podstawowego (1992–1998), oraz prodziekanem (1999–2002) i dziekanem (2002–2008) Wydziału Malarstwa i Grafiki.
Była członkiem ZPAP. Jej obrazy znajdują się w zbiorach, m.in. Muzeum Sztuki w Łodzi, Muzeum Narodowego w Gdańsku, Muzeum Narodowego w Szczecinie, Muzeum Ziemi Lubuskiej w Zielonej Górze, Muzeum Okręgowym w Toruniu, Muzeum Okręgowym w Chełmie, a także w zbiorach Zachęty Narodowej Galerii Sztuki w Warszawie, BWA w: Sopocie, Legnicy, Koszalinie, Białymstoku, Szczecinie, Olsztynie, a także kolekcjach prywatnych w kraju i za granicą.
Zmarła w Gdańsku, 10 grudnia 2024 roku.

## Wystawy indywidualne
- 1987: Muzeum Narodowe we Wrocławiu
- 1999: Galeria Refektarz w Kartuzach
- 2002: Muzeum Wisły w Tczewie
- 2006: Galeria Studio, Pałac Kultury i Nauki w Warszawie
- 2006: monograficzna wystawa malarstwa „pejzaże inttymne” w Pałacu Opatów, Gdańsk-Oliwa
- 2015: Galeria Sztuki „Dwór Karwacjanów” w Gorlicach
- 2016: Galeria Gdyńskiego Centrum Filmowego
- 2017: Muzeum Ziemi Lubuskiej w Zielonej Górze

Źródło:.

## Odznaczenia
- Srebrny Medal „Zasłużony Kulturze Gloria Artis” (14 listopada 2017)[7]
- Odznaka „Zasłużony Działacz Kultury” (1995)[5]

## Nagrody i wyróżnienia
- wyróżnienie honorowe - „Bieska Jesień 74”, Bielsko-Biała (1974)
- Stypendium artystyczne Gdańskiego Towarzystwa Przyjaciół Sztuki (1974)
- I nagroda i złoty medal - „Bieska Jesień 75”, Bielsko-Biała (1975)
- I nagroda na IX Ogólnopolskiej Wystawie Młodych, Sopot (1976)
- Stypendium twórcze Ministerstwa Kultury i Sztuki (1976, 1977, 1984–1985)
- wyróżnienie na VII Festiwalu Sztuki „Złote Grono”, Zielona Góra (1977)
- Stypendium artystyczne miasta Mannheim (Niemcy, 1982)
- Grand Prix - „Witkacy 85”, Lębork (1985)
- brązowy medal na „II Biennale Azja-Europa”, Ankara (Turcja, 1985)
- Nagroda Gdańskiego Towarzystwa Przyjaciół Sztuki za osiągnięcia w malarstwie (1988)
- nagroda - „Współczesna sztuka i architektura północy 11 państw, 11 miast”, Leeuwarden (Holandia, 1990)
- Stypendium Fundacji Pollock-Krasner (USA, 1998)
- wyróżnienie Obraz Roku 2002 „Art Business”, Warszawa (2003)[1]
- Stypendium Adolph and Esther Gottlieb Foundation (USA, 2004)
- Stypendium Marszałka Województwa Pomorskiego (2005)
- Nagroda Prezydenta Miasta Gdańska w Dziedzinie Kultury za konsekwencję w realizowaniu obranej artystycznej drogi oraz z okazji jubileuszu 40-lecia pracy pedagogicznej (2012)[8]
- Nagroda Prezydenta Miasta Gdańska w Dziedzinie Kultury z okazji jubileuszu 45-lecia pracy twórczej (2017)[8]
- Nagroda im. Kazimierza Ostrowskiego za 2020 rok (2021)[5]